# Eupithecia praelongata
Eupithecia praelongata är en fjärilsart som beskrevs av W. Warren 1900. Eupithecia praelongata ingår i släktet Eupithecia och familjen mätare. Inga underarter finns listade i Catalogue of Life.